# Clifton Campville
Clifton Campville – wieś w Anglii, w hrabstwie Staffordshire, w dystrykcie Lichfield. Leży 36 km na wschód od miasta Stafford i 167 km na północny zachód od Londynu. W 2001 miejscowość liczyła 764 mieszkańców.